# رود آندوما
رود آندوما (انگلیسی: Andoma) یک رودخانه در استان ولوگدای کشور روسیه است.